# 贝尼马尔富利
贝尼马尔富利，是西班牙巴伦西亚自治区阿利坎特省的一个市镇。总面积6km2，总人口420人（2001年），人口密度70人/km2。